# Jigs
Jigs var ett svenskt dansband grundat 1966 i Trollhättan. 
Bandet hade stora framgångar under 1970-talet med inspelningar som "Hallå du gamle indian", "Bli min gäst", "Dardanella", "Let's Twist Again" och "From a Jack to a King". Bandets albumserie gick under namnet "Goa bitar". När bandet spelade på Cortina i Vinberg den 16 juli 1976 uppträdde AC/DC som pausunderhållning .
Bandet upplöstes 1992, men har sedan dess gjort sporadiska återföreningskonserter.

## Diskografi
- Goa bitar 1 (1973)
- Goa bitar 2 (1973)
- Goa bitar 3 (1974)
- Goa bitar 4 (1974)
- Goa bitar 5 (1974)
- 10 i toppar 1 (1975)
- Goa bitar 6 (1976)
- 10 i toppar 2 (1976)
- Goa bitar 7 (1978)
- Greatest hits (1979/1980)
- Shirley (1982)
- Egna drömmar (1983)
- Blå hav (1985)
- Goa bitar 11 (1989)
- Jigs 20 goabitar (1997)
- Jigs samlade goabitar (2003)
- Jigs upp till dans 19 (2009)

## Melodier påSvensktoppen
- "Hallå du gamle indian" (1973)
- "Igen och igen" (1973)
- "Att skiljas är att dö lite grann" (1973)
- "Vi har så mycket att säga varandra" (1974)
- "Kors i jösse namn" (1975)
- "Robot Romeo" (1977)
- "Under vår sol" 1977)
- "Maria" (1977)
- "Kom i min famn" (1978)
- "Söndag" (1982)